# 21737 Stephenshulz
A 21737 Stephenshulz (ideiglenes jelöléssel 1999 RV151) a Naprendszer kisbolygóövében található aszteroida. A LINEAR projekt keretében fedezték fel 1999. szeptember 9-én.